# Fortis Championships Luxembourg 1998
Il Fortis Championships Luxembourg 1998 è stato un torneo di tennis giocato sul cemento indoor. È stata la 8ª edizione del torneo, che fa parte della categoria Tier III nell'ambito del WTA Tour 1998. Il torneo si è giocato a Lussemburgo dal 26 al 31 ottobre 1998.

## Campionesse

### Singolare
Mary Pierce ha battuto in finale  Silvia Farina con il punteggio di 6–0, 2–0 (Farina ritiro)

### Doppio
Elena Lichovceva /  Ai Sugiyama hanno battuto in finale  Larisa Neiland /  Olena Tatarkova con il punteggio di 6–7, 6–3, 2–0 (Neiland e Tatarkova ritiro)